# Шуамта (Ванский муниципалитет)
Шуамта (груз. შუამთა) — село в Грузии, на территории Ванского муниципалитета края (мхаре) Имеретия.

## География
Село находится в западной части Грузии, на берегах реки Кумури, на расстоянии приблизительно 2 километров (по прямой) к западу от города Вани, административного центра муниципалитета. Абсолютная высота — 38 метров над уровнем моря.

## Население
По результатам официальной переписи населения 2014 года, в Шуамте проживало 1307 человек (630 мужчин и 677 женщин). В национальной структуре населения грузины составляли 99,8 %, русские — 0,15 %.
| Год  | Население, человек |
| ---- | ------------------ |
| 2002 | 1553               |
| 2014 | ↘ 1307             |